# خانه امیری
خانه امیری مربوط به اواخر دوره قاجار است و در مشهد، خیابان نواب صفوی، نواب صفوی ۹، پ ۳۵۱ واقع شده. این اثر در تاریخ ۳۰ تیر ۱۳۸۴ با شمارهٔ ثبت ۱۲۱۳۲ به‌عنوان یکی از آثار ملی ایران به ثبت رسیده است.
در تاریخ ۱۳۹۷/۰۸/۰۱ شهردار مشهد و مدیرکل میراث فرهنگی خراسان رضوی از پروژه خانه امیری بازدید کردند و مقرر شد اداره کل میراث فرهنگی خراسان رضوی برای ضلع چهارم خانه امیری مجوزهای لازم را از سازمان میراث فرهنگی کشور بگیرد تا مرمت این بنای تاریخی به سرعت انجام شود. همچنین اعلام شد عملیات مرمتی این اثر تاریخی هم زمان در ۳ ضلع بنا در حال انجام و تکمیل مرمت آن در ضلع چهارم منوط به اخذ مجوزهای لازم از سازمان میراث فرهنگی در کشور است.